# Эутелия

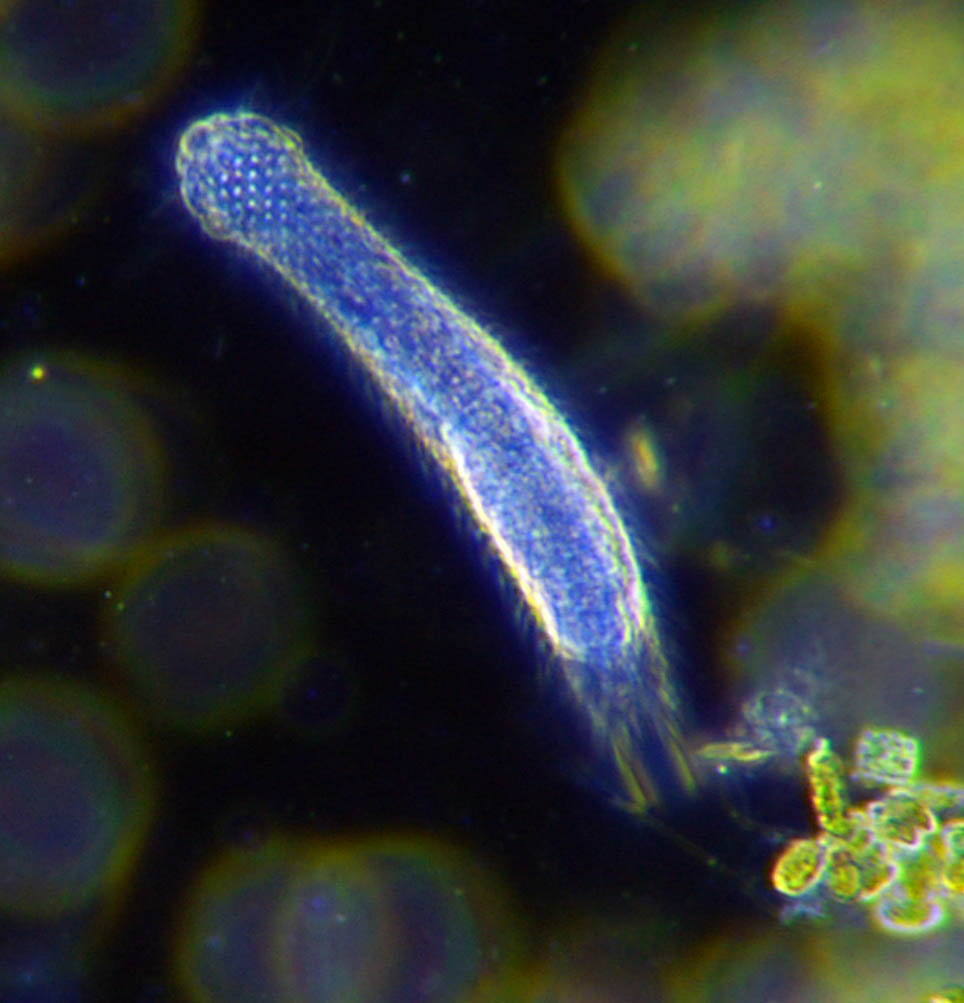
Взрослый брюхоресничный червь, можно наблюдать его клеточное строение. Дальнейший его рост будет происходить за счёт роста клеток.

Эутелия —  постоянство клеточного состава, свойство некоторых живых организмов. Организмы, обладающие таким свойством, имеют к моменту созревания фиксированное число клеток, характерное для данного вида. Развитие организма идёт путём деления клеток до наступления зрелости, дальнейший рост идёт только за счёт увеличения самих клеток.
Эутелия присуща в основном микроскопическим организмам, например коловраткам, нематодам, тихоходкам и дициемидам. Однако у крупных нематод и скребней также наблюдается эутелия всех или некоторых тканей.
Понятие "эутелия" может использоваться для описания постоянства клеточного состава не только взрослых организмов, но и их личинок, а также отдельных органов и тканей. Так, эутеличны многие ткани и органы личинок иглокожих и мирацидиев трематод, взрослые особи которых не обладают эутелией. Эутелия свойственна также нервным ганглиям пиявок и некоторых моллюскам, эпителию щетинкочелюстных и др. 